# Đại học Y khoa Trùng Khánh
Đại học Y khoa Trùng Khánh (CQMU; giản thể: 重庆医科大学; phồn thể: 重慶醫科大學), trước đây được gọi là Đại học Khoa học Y khoa Trùng Khánh (CQUMS), được thành lập vào năm 1956 tại Trùng Khánh, Trung Quốc. Ban đầu là một chi nhánh của Trường Cao đẳng Y tế Đầu tiên Thượng Hải (nay được đặt tên là Đại học Y khoa Thượng Hải thuộc Đại học Phục Đán).